# Samuel Dumoulin
Samuel Dumoulin (Vénissieux, 20 agosto 1980) è un ex ciclista su strada e dirigente sportivo francese. Professionista dal 2002 al 2019, ha vinto una tappa al Tour de France 2008. Dal 2020 al 2022 è stato direttore sportivo del team B&B Hotels.

## Carriera
Nato vicino a Lione, tra i dilettanti gareggia con il Vélo Club Lyon-Vaulx-en-Velin, e nel 2001 vince tra le altre una Parigi-Tours Espoirs e una tappa al Tour de l'Ain. Diventa professionista nel 2002 con la squadra Jean Delatour, poi nel 2004 passa alla AG2R Prévoyance, formazione con cui nel 2005 vince una frazione al Critérium du Dauphiné Libéré.
Dal 2008 al 2012 corre per la Cofidis: durante tale quinquennio vince la terza tappa del Tour de France 2008, quella con arrivo a Nantes, al termine di una lunga fuga con altri quattro uomini, oltre a tre tappe alla Volta Ciclista a Catalunya, una nell'edizione 2010 e due in quella 2011, e alla classifica generale della Coppa di Francia. Nel 2013 ritorna all'AG2R La Mondiale, bissando la vittoria in Coppa di Francia.
È sposato con la figlia di Vincent Lavenu, suo direttore sportivo all'AG2R La Mondiale.

## Palmarès

### Strada
- 2001 (Dilettanti)

1ª tappa Tour de l'Ain
Parigi-Auxerre
Parigi-Tours Espoirs
- 2002 (Jean Delatour, due vittorie)

4ª tappa Tour de l'Avenir (Montlouis-sur-Loire > Valençay)
Prix d'Armorique
- 2003 (Jean Delatour, quattro vittorie)

Classifica generale Tour de Normandie
4ª tappa Tour de l'Avenir (Sainte-Sévère-sur-Indre > Le Rouget)
10ª tappa Tour de l'Avenir (La Crau > La Crau)
Tro-Bro Léon
- 2004 (AG2R Prévoyance, una vittoria)

Tro-Bro Léon
- 2005 (AG2R Prévoyance, due vittorie)

2ª tappa Critérium du Dauphiné Libéré (Givors > Chauffailles)
2ª tappa Tour du Limousin (Sainte-Feyre > La Bourboule)
- 2006 (AG2R Prévoyance, una vittoria)

Route Adélie de Vitré
- 2008 (Cofidis, quattro vittorie)

2ª tappa Circuit de la Sarthe (Varades > Angers)
3ª tappa Tour de France (Saint-Malo > Nantes)
2ª tappa Tour du Poitou-Charentes (Saint-Jean-d'Angély > Lacs de Haute-Charente)
5ª tappa Tour du Poitou-Charentes (Lussac > Poitiers)
- 2009 (Cofidis, una vittoria)

2ª tappa Tour du Limousin (Eymoutiers > Felletin)
- 2010 (Cofidis, sei vittorie)

1ª tappa La Tropicale Amissa Bongo (Bongoville > Akieni)
3ª tappa Étoile de Bessèges (Pont-Saint-Esprit > Bagnols-sur-Cèze)
Classifica generale Étoile de Bessèges
Gran Premio dell'Insubria
5ª tappa Volta Ciclista a Catalunya (El Vendrell > Barcellona)
3ª tappa Circuit de la Sarthe (Angers > Pré-en-Pail)
- 2011 (Cofidis, sei vittorie)

3ª tappa Étoile de Bessèges (Saint-Victor-la-Coste > Laudun-l'Ardoise)
1ª tappa Tour du Haut-Var (La Croix-Valmer > Grimaud)
5ª tappa Volta Ciclista a Catalunya (El Vendrell > Tarragona)
7ª tappa Volta Ciclista a Catalunya (Parets del Vallès > Barcellona)
1ª tappa Paris-Corrèze (Contres > Bellac)
Classifica generale Paris-Corrèze
- 2012 (Cofidis, una vittoria)

Grand Prix d'Ouverture La Marseillaise
- 2013 (AG2R La Mondiale, due vittorie)

3ª tappa Étoile de Bessèges (Alès > Alès)
Grand Prix de Plumelec-Morbihan
- 2015 (AG2R La Mondiale, una vittoria)

La Drôme Classic
- 2016 (AG2R La Mondiale, quattro vittorie)

La Roue Tourangelle Région Centre-Val de Loire
Grand Prix de Plumelec-Morbihan
Boucles de l'Aulne - Châteaulin
Tour du Doubs
- 2017 (AG2R La Mondiale, una vittoria)

1ª tappa Tour du Haut-Var (Le Cannet-des-Maures > Saint-Paul-en-Forêt)

#### Altri successi
- 2008 (Cofidis)

Dijon (Criterium)
- 2009 (Cofidis)

Classifica a punti Volta Ciclista a Catalunya
- 2012 (Cofidis)

Classifica generale Coppa di Francia
- 2013 (AG2R La Mondiale)

Classifica generale Coppa di Francia
- 2016 (AG2R La Mondiale)

Classifica generale Coppa di Francia

### Pista
- 2003

Campionati francesi, Mezzofondo
- 2005

Campionati francesi, Mezzofondo

## Piazzamenti

### Grandi Giri
- Tour de France

2003: 141º
2004: ritirato (9ª tappa)
2005: 114º
2006: 119º
2008: 114º
2009: 139º
2010: ritirato (12ª tappa)
2011: 162º
2012: 107º
2013: 143º
2014: 90º
2016: 130º
- Vuelta a España

2010: 124º

### Classiche monumento
- Milano-Sanremo

2004: 81º
2015: 111º
- Giro di Lombardia

2010: 28º

### Competizioni mondiali
- Campionati del mondo su strada

Hamilton 2003 - In linea Elite: ritirato
Salisburgo 2006 - In linea Elite: ritirato
Copenaghen 2011 - In linea Elite: 172º

### Competizioni europee
- Campionati europei

Plumelec 2016 - In linea Elite: 4º
Glasgow 2018 - In linea Elite: 46º